# Disposable Teens
Disposable Teens – pierwszy singel promujący czwarty studyjny album zespołu Marilyn Manson pt. Holy Wood (In the Shadow of the Valley of Death).
Refren utworu czerpie z tekstu piosenki Beatlesów "Revolution".
Piosenka została wykorzystana jako motyw przewodni w kredytach rozpoczynających horror Joego Berlingera Księga cieni: Blair Witch 2 (2000).